# Záborná
Záborná település Csehországban, a Jihlavai járásban. Záborná Dobroutov és Polná településekkel határos. Lakosainak száma 255 fő (2024. január 1.).

## Népesség
A település lakosságának változását az alábbi diagram mutatja:
| Lakosok száma | 319  | 333  | 374  | 269  | 237  | 232  | 242  | 256  | 254  | 255  |
|               | 1869 | 1900 | 1921 | 1961 | 1980 | 2011 | 2016 | 2019 | 2021 | 2024 |